# Karl-Martin Hentschel

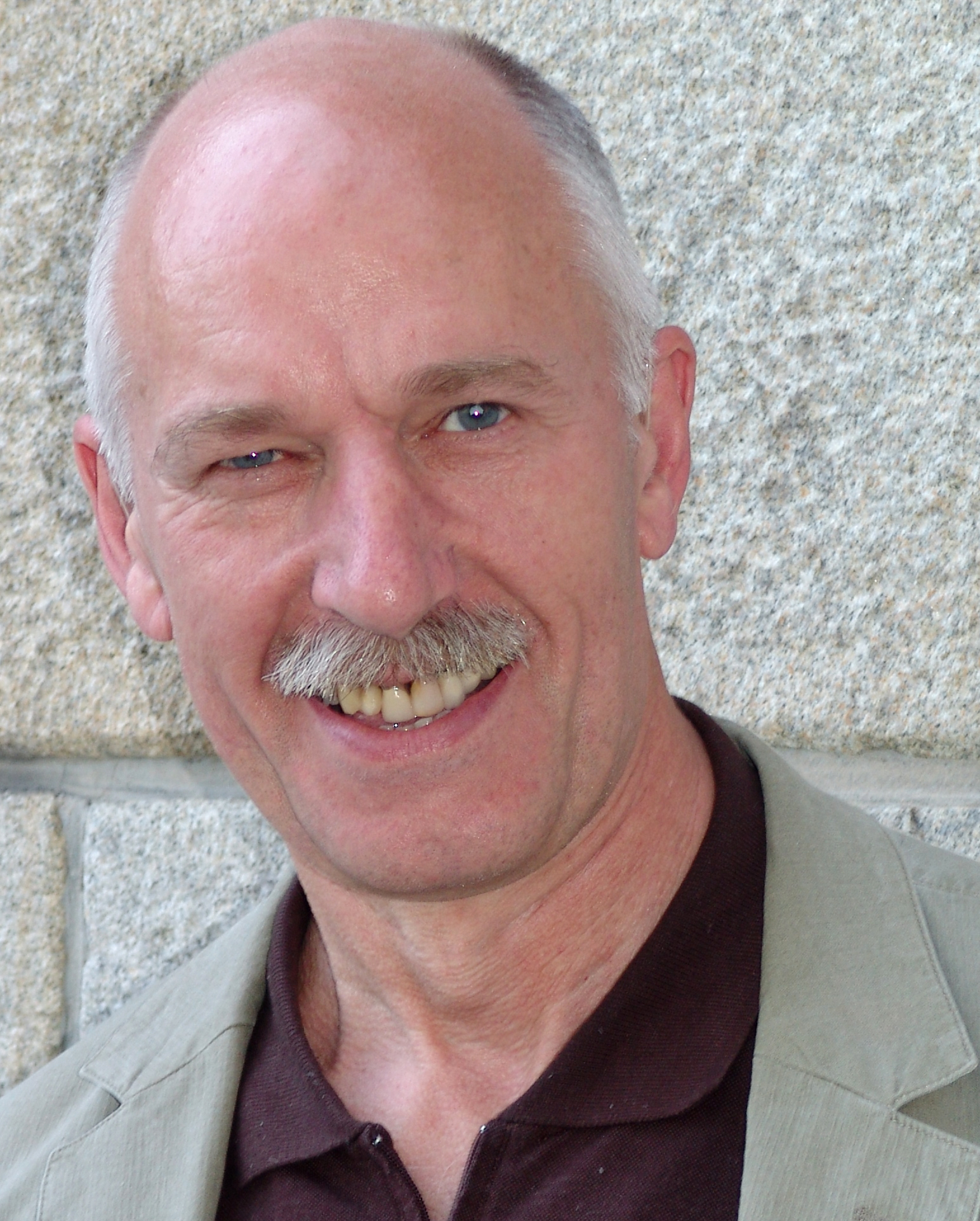
Karl-Martin Hentschel (2006)

Karl-Martin Hentschel (* 16. April 1950 in Bad Münder am Deister) ist ein deutscher Politiker (Bündnis 90/Die Grünen).
Er war von 2000 bis 2005 und 2006 bis 2009 Vorsitzender der Fraktion Bündnis 90/Die Grünen im Landtag von Schleswig-Holstein. Seitdem lebt er als freier Autor in der Nähe von Kiel. Seit 2014 ist er Mitglied im Bundesvorstand des Vereins Mehr Demokratie e. V. Außerdem arbeitet er ehrenamtlich auf Bundesebene für die Nichtregierungsorganisation Attac und vertritt sie im Vorstand des Netzwerks Steuergerechtigkeit.

## Leben und Beruf
Geboren wurde Karl-Martin Hentschel am 16. April 1950 in Bad Münder in Niedersachsen, als ältestes von fünf Kindern des späteren Bundeswehrgenerals Erwin Hentschel und der Lehrerin Christiane Hentschel, geb. Engelhardt.  1971 begann er ein Studium der Mathematik an der Christian-Albrechts-Universität Kiel, welches er 1978 als Diplom-Mathematiker abschloss.
Nach dem Diplom war er bis 1996 als Systemprogrammierer und Datenbankmanager, zuletzt als Leiter der Systemberatung beim Verlag Gruner + Jahr tätig. Hier gehörte er in den Jahren von 1980 bis 1993 in unregelmäßigen Abständen dem Betriebsrat an.
Von 1996 bis 2009 war er Mitglied des Landtages von Schleswig-Holstein. Hier war er von 1996 bis 2000 Parlamentarischer Geschäftsführer und von 2000 bis 2005 Vorsitzender der Grünen-Fraktion während der rot-grünen Regierung unter der Ministerpräsidentin Heide Simonis. Im Juni 2006 wurde er erneut zum Vorsitzenden der Fraktion gewählt.
Nachdem 2009 bei der Kandidatenaufstellung der Grünen auch im dritten Wahlgang für den 4. Listenplatz ein Patt entstanden war, verzichtete er auf eine weitere Nominierung. Karl-Martin Hentschel zog stets über die Landesliste in den Landtag ein.
Karl-Martin Hentschel ist verheiratet, Vater von zwei Kindern und lebt in der Nähe von Kiel.

## Wirken
Hentschel war in den 1970er Jahren in der Anti-Atomkraft-Bewegung tätig und an der Organisation der Demonstrationen gegen das Kernkraftwerk Brokdorf beteiligt. 1981 trat er den Grünen bei.
2000 trat Hentschel der Nichtregierungsorganisation Attac bei und arbeitete seit 2009 in der Bundesarbeitsgruppe Finanzmärkte und Steuern mit. 2012 war er Mitinitiator des Bündnisses Umfairteilen, das sich im Vorfeld der Bundestagswahl 2013 für eine Vermögensabgabe einsetzte. Seit 2014 vertritt er Attac im Vorstand (Koordinierungskreis) des Netzwerks Steuergerechtigkeit. Auf seine Initiative entstanden Positionspapiere zur Bankenregulierung und zu Steuerfragen. 2013 organisierte er eine Kampagne zur Einführung der Gesamtkonzernsteuer. 2014 wurde er in den Bundesvorstand des Vereins Mehr Demokratie e. V. gewählt. Er ist außerdem Mitglied der Vereinigten Dienstleistungsgewerkschaft Ver.di, der Europa-Union, des Bundes für Umwelt und Naturschutz Deutschland und der Heinrich-Böll-Stiftung Schleswig-Holstein. Seit 2016 engagierte er sich im AK Europa von Mehr Demokratie e.V. und war Koautor der Positionspapiere zur Reform der EU und zur Einberufung des EU-Verfassungskonvents. Seit 2020 arbeitet er im Beirat von Scientists for Future mit. Er war Mitinitiator des bundesweiten Bürgerrats zum Klimaschutz, der von April bis Juni 2021 tagte. 
Seit seinem Ausscheiden aus dem Parlament beschäftigte er sich mit der Finanzkrise und dem Problem der Steuervermeidung und -hinterziehung durch internationale Konzerne und die sogenannten Superreichen. Im Rahmen seiner Arbeit für Attac und das Netzwerk Steuergerechtigkeit schrieb er zahlreiche Dossiers, Positionspapiere und Artikel – unter anderen eine Studie über das Unternehmenskonglomerat IKEA.
Als Bundesvorstand von Mehr Demokratie setzt er sich für den bundesweiten Volksentscheid, für eine Dezentralisierung des politischen Systems durch eine Stärkung der Kommunen und für eine Neugründung der EU ein. In den letzten Jahren lag der Schwerpunkt seiner Tätigkeit auf der Erarbeitung von Grundlagen für die Klimapolitik und die Vorbereitung von nationalen und lokalen Klimabürgerräten.

## Veröffentlichungen (Auswahl)
- Steuer-Revolution! Ein Konzept zur Rückverteilung von Reichtum, zu mehr Gerechtigkeit und Klimaschutz, VSA Verlag, Hamburg 2024, ISBN 978-3-96488-201-1
- Handbuch Klimaschutz Schleswig-Holstein, Mehr Demokratie Schleswig-Holstein und Heinrich-Böll-Stiftung Schleswig-Holstein, Kiel 2021 digital
- Wie kann Nordrhein-Westfalen auf den 1,5-Grad-Pfad kommen?, Düsseldorf 2021 digital
- Handbuch Klimaschutz – Wie Deutschland das 1,5-Grad-Ziel einhalten kann, Oekom-Verlag, München 2020, ISBN 978-3-96238-237-7
- Demokratie für morgen – Roadmap zur Rettung der Welt – Mit einem konkreten Entwurf für ein gerechtes Europa, UVK Verlagsgesellschaft, München 2019, ISBN 978-3-86764-894-3
- Die Gesamtkonzernsteuer – Systemwechsel bei der Unternehmensbesteuerung, Netzwerk Steuergerechtigkeit, Info Steuergerechtigkeit Nr. 14, 2017
- Von wegen alternativlos! Die gerechte Gesellschaft als Ziel, Europa Verlag, Zürich 2013, ISBN 978-3-905811-77-3.
- Der DESERTEC-ATLAS – Weltatlas zu den erneuerbaren Energien, Teil 6: Sicherheit, Frieden und Gerechtigkeit, Deutsche Gesellschaft Club of Rome, CEP Europäische Verlagsanstalt, Hamburg 2011, ISBN 978-3-86393-012-7.
- Es bleibe Licht. 100 % Ökostrom für Europa ohne Klimaabkommen, Deutscher Wissenschafts-Verlag, Baden-Baden 2010, ISBN 978-3-86888-023-6.